# Polypedilum genpeiense
Polypedilum genpeiense är en tvåvingeart som beskrevs av Niitsuma 1996. Polypedilum genpeiense ingår i släktet Polypedilum och familjen fjädermyggor. Inga underarter finns listade i Catalogue of Life.